# Мръзеци
Мръзеци е село в Северна България. То се намира в община Трявна, област Габрово. От 2014 г. селото е известно с името Ортаците. 

## География
Село Мръзеци се намира в планински район. Намира се в Природен парк „Българка“, Централен Балкан.  